# شمیار-کولونگا
شمیار-کولونگا (به لهستانی:  Śmiary-Kolonia) یک روستا در لهستان است که در گمینا دومانگتسه واقع شده‌است.